# Europejska Sieć na rzecz Rozwoju Obszarów Wiejskich
Europejska Sieć na rzecz Rozwoju Obszarów Wiejskich – sieć łącząca zainteresowane strony zaangażowane w rozwój obszarów wiejskich na terytorium Unii Europejskiej. Sieć przyczynia się do skutecznego wdrażania programów rozwoju obszarów wiejskich państw członkowskich, wspierając tworzenie i wymianę wiedzy oraz ułatwiając wymianę informacji i współpracę między obszarami wiejskimi w całej Europie.

## Podstawy prawne powołania Europejskiej Sieci na rzecz Rozwoju Obszarów Wiejskich
Według rozporządzenia Rady WE z 2005 r. w sprawie rozwoju obszarów wiejskich ustalono powołanie Europejskiej Sieć na rzecz Rozwoju Obszarów Wiejskich. Sieć tworzy się w celu objęcia jedną siecią sieci krajowych, organizacji i struktur administracyjnych działających w dziedzinie rozwoju obszarów wiejskich na poziomie wspólnotowym. Zobowiązano każdy kraj członkowski do tworzenia krajowej sieci obszarów wiejskich, które skupiają wszystkie organizacje i struktury administracyjne zaangażowane w rozwój obszarów wiejskich. Na działalność przeznaczono do 4% całkowitej kwoty dla każdego programu.
Wykonanie rozporządzenia Rady WE z 2005 r. określono w decyzji Komisji z 2008 r., która ustanowiła strukturę organizacyjną Europejskiej Sieci na rzecz Rozwoju Obszarów Wiejskich. W decyzji ustanowiono Komitet koordynacyjny, który powinien wspomagać Komisję UE w przygotowaniu i realizacji działań oraz zapewniać koordynację między europejską siecią, krajowymi sieciami oraz organizacjami zajmującymi się rozwojem obszarów wiejskich.

## Zadania Europejskiej Sieci na rzecz Rozwoju Obszarów Wiejskich
W rozporządzeniu Parlamentu Europejskiego i Rady UE z 2013 r. wskazano na potrzebę zwiększenie udziału wszystkich zainteresowanych stron we wdrażaniu rozwoju obszarów wiejskich, podniesienie jakości programów rozwojowych, przyczynienie się do informowania opinii publicznej o korzyściach płynących z polityki rozwoju obszarów wiejskich oraz wspieraniu ewaluacji programów.
Zadaniem Europejskiej Sieci na rzecz Rozwoju Obszarów Wiejskich jest:
- zbieranie, analizowanie i rozpowszechnianie informacji na temat działalności w dziedzinie rozwoju obszarów wiejskich;
- zapewnianie wsparcia w zakresie procesów ewaluacji i gromadzenia danych oraz zarządzania nimi;
- zbieranie, konsolidowanie i rozpowszechnianie na poziomie Unii dobrych praktyk w zakresie rozwoju obszarów wiejskich, w tym w odniesieniu do metodologii i narzędzi ewaluacji;
- tworzenie i prowadzenie grup tematycznych lub warsztatów z myślą o ułatwieniu wymiany wiedzy fachowej oraz wsparcia realizacji, monitorowania i dalszego kształtowania polityki rozwoju obszarów wiejskich;
- dostarczanie informacji na temat rozwoju obszarów wiejskich w Unii oraz w państwach trzecich;
- organizowanie spotkań i seminariów na poziomie Unii dla podmiotów aktywnie zaangażowanych w rozwój obszarów wiejskich;
- wspieranie sieci krajowych i inicjatyw współpracy międzynarodowej oraz wymiany dotyczącej działalności i doświadczeń w dziedzinie rozwoju obszarów wiejskich z sieciami w państwach trzecich.

## Uczestnicy Europejskiej Sieci na rzecz Rozwoju Obszarów Wiejskich
Według Krajowej Sieci Obszarów Wiejskich Europejska Sieć na rzecz Rozwoju Obszarów Wiejskich to struktura skupiająca uczestników zainteresowanych wspieraniem i osiągania optymalnych efektów polityki rozwoju obszarów wiejskich w Unii Europejskiej.
Głównymi uczestnikami sieci są:
- krajowe sieci obszarów wiejskich;
- Instytucje zarządzające PROW oraz agencje płatnicze;
- lokalne grupy działania (LGD);
- organizacje europejskie;
- rolnicze służby doradcze;
- badacze rolnictwa i obszarów wiejskich;
- inne organizacje i osoby zainteresowane rozwojem wsi.